# Ferdinand Auguste de Solaro
Ferdinand Auguste de Solaro, hrabia de Monasterol (ur. (?), zm. 1718) – włoski dyplomata w służbie Elektoratu Bawarii, Piemontczyk.
Bawarski poseł w Paryżu. W 1713 on i angielski dyplomata Matthew Prior omawiali warunki, na jakich zawarty zostanie pokój w Utrechcie (1713).